# Benjamin Thomas
Benjamin Thomas (Lavaur, 12 de setembro de 1995) é um desportista francês que compete no ciclismo nas modalidades de pista, especialista nas provas de perseguição por equipas, pontuação e madison, e rota, pertencendo à equipa Groupama-FDJ desde o ano 2018.
Ganhou cinco medalhas no Campeonato Mundial de Ciclismo em Pista entre os anos 2016 e 2020, e nove medalhas no Campeonato Europeu de Ciclismo em Pista entre os anos 2014 e 2019.

## Medalheiro internacional
| Campeonato Mundial | Campeonato Mundial         | Campeonato Mundial | Campeonato Mundial      |
| Ano                | Lugar                      | Medalha            | Competição              |
| ------------------ | -------------------------- | ------------------ | ----------------------- |
| 2016               | Londres ( Reino Unido)     | Medalha de prata   | Madison                 |
| 2017               | Hong Kong ( China)         | Medalha de ouro    | Madison                 |
| 2017               | Hong Kong ( China)         | Medalha de ouro    | Omnium                  |
| 2019               | Pruszków ( Polónia)        | Medalha de prata   | Omnium                  |
| 2020               | Berlim ( Alemanha)         | Medalha de ouro    | Omnium                  |
| Campeonato Europeu |                            |                    |                         |
| Ano                | Lugar                      | Medalha            | Competição              |
| 2014               | Baie-Mahault ( França)     | Medalha de ouro    | Pontuação               |
| 2015               | Grenchen ( Suíça )         | Medalha de prata   | Pontuação               |
| 2016               | Saint-Quentin ( França)    | Medalha de ouro    | Perseguição por equipas |
| 2016               | Saint-Quentin ( França)    | Medalha de prata   | Madison                 |
| 2016               | Saint-Quentin ( França)    | Medalha de bronze  | Omnium                  |
| 2017               | Berlim ( Alemanha)         | Medalha de ouro    | Perseguição por equipas |
| 2017               | Berlim ( Alemanha)         | Medalha de ouro    | Madison                 |
| 2017               | Berlim ( Alemanha)         | Medalha de bronze  | Omnium                  |
| 2019               | Apeldoorn ( Países Baixos) | Medalha de ouro    | Omnium                  |

## Palmarés

### Pista
- 2014
- Campeonato da Europa em Pontuação  
  - 2.º no Campeonato da França em scratch

- 2015
  - 2.º Campeonato da Europa em Pontuação 
  - 2.º no Campeonato da França em Pontuação 
  - 2.º no Campeonato da França em Madison

- 2016
  - 2.º Campeonato do Mundo em Madison  (com Morgan Kneisky)
  - 3.º no Campeonato da França Perseguição por Equipas 
  - 2.º no Campeonato da França em scratch 
  - 2.º no Campeonato da França em Pontuação
- Campeonato da França em Omniun
- Campeonato da França Madison (fazendo casal com Jordan Levasseur)
- Campeonato Europeu Perseguição por Equipas (com Florian Maitre, Corentin Ermenault e Thomas Denis)  
  - 3.º no Campeonato Europeu em Omnium 
  - 2.º no Campeonato Europeu Madison em Madison  (com Morgan Kneisky)

- 2017
- Campeonato do Mundo em Omnium
- Campeonato do Mundo em Madison   (com Morgan Kneisky)
- Campeonato Europeu Perseguição por Equipas (com Florian Maitre, Corentin Ermenault e Louis Pijourlet)
- Campeonato Europeu Perseguição em Madison (com Florian Maitre)  
  - 3.º no Campeonato Europeu em Omnium
- Campeonato da França em Omniun  
  - 2.º no Campeonato da França em Pontuação 
  - 3.º no Campeonato da França em Madison

- 2019
  - 2.º no Campeonato do Mundo em Omnium
- Campeonato Europeu em Omnium

- 2020
- Campeonato do Mundo em Omnium

### Estrada
- 2014
  - 1 etapa do Tour de Corse

- 2017
  - 1 etapa dos Quatro Dias de Dunquerque
  - 1 etapa do Tour de Valônia

- 2018
  - 3.º no Campeonato da França Contrarrelógio

- 2019
- Campeonato da França Contrarrelógio

## Resultados nas Grandes Voltas e Campeonatos do Mundo
| Carreira               | 2015 | 2016 | 2017 | 2018  | 2019 |
| ---------------------- | ---- | ---- | ---- | ----- | ---- |
| Giro d'Italia          | -    | -    | -    | -     | -    |
| Tour de France         | -    | -    | -    | -     | -    |
| Volta a Espanha        | -    | -    | -    | 121.º | Ab.  |
| Mundial em Estrada     | -    | -    | -    | -     | -    |
| Mundial Contrarrelógio | -    | -    | -    | 20.º  | 28.º |

-: não participa 

Ab.: abandono 

## Equipas
- Armée de terre (2015-2017)
- FDJ (2018-)
  - FDJ (2018)
  - Groupama-FDJ (2018-)